# 越南佛教協會
越南佛教協會（GHPGVN，VBS），也譯作越南佛教教會、越南佛教會，是越南的全國性佛教組織，是越南國內外僧、尼和佛教徒的代表，是多個國際佛教組織的成員，也是越南祖國陣線的成員。協會成立於1981年11月7日越南佛教統一運動委員會（Ban Vận động Thống nhất Phật giáo Việt Nam）在河內舘使寺舉行的越南佛教統一會議（Hội nghị thống nhất Phật giáo Việt Nam）後，旨在統一越南僧尼和佛教徒的所有佛教活動。越南佛教協會的現任代法主是釋智廣法師。除了位於舘使寺的協會中央辦公室外，教會還在胡志明市的廣德禪院設有常設辦公室。
協會的格言是：道法、民族、社會主義（Đạo pháp - Dân tộc - Chủ nghĩa xã hội），在敬仰、奉行教法、佛制戒律和遵守越南社會主義共和國法律的基礎上。

## 名稱
根據協會憲章，協會名稱爲越南佛教協會（Giáo hội Phật giáo Việt Nam），縮寫爲GHPGVN，英文名稱爲越南佛教僧伽（Vietnam Buddhist Sangha），縮寫為“VBS”。

## 象徵
越南佛教協會的教歌爲音樂家黎高潘創作的《越南佛教》（Phật giáo Việt Nam）。協會教旗爲五色佛教旗。協會徽章爲圓形，深綠色背景，內圈中間有八瓣白色蓮花，內有一面八籽（白色）蓮鏡，象徵著八正道，外圈寫有“越南佛教協會”的白色字樣。

## 宗旨
越南佛教協會旨在弘揚佛法，發展於國內外，參與建設、保衛祖國，服務民族，爲世界和平建設做出貢獻。協會活動遵守教法、教律佛制和越南社會主義共和國法律。

## 歷史
1951年5月6日至9日，在素蓮上座的努力下，越南第一個統一的佛教組織越南佛教總會（Tổng hội Phật giáo Việt Nam）在順化慈曇寺成立，由釋凈潔和尚擔任會長。
1951年9月，全國僧伽教會（Giáo hội Tăng già toàn quốc）在河內舘使寺成立，慧藏和尚（釋心施）擔任上首。
1958年3月，越南統一佛教會（Hội Phật giáo Thống nhất Việt Nam）在北越成立。在南方，越南佛教總會的力量逐漸變弱，許多規模較小的佛教團體成立並進行活動。1963年12月31日，包括越南佛教總會和其他五個個佛教教派的六個團體舉行會議，成立了越南佛教聯合會（Giáo hội Phật giáo Việt Nam Thống nhất）。
1981年，爲了將越南各佛教組織和派系統一在一個組織下，開展了佛教統一運動（Vận động thống nhất Phật giáo）。越南佛教的統一建立在以下原則上：統一意志和行動、統一領導和組織，同時尊重和維護派系傳統，以及各法門和正確的修行方式。1980年，越南佛教統一運動委員會成立，由越南佛教聯合會化道院院長釋智首和尚擔任主席。
1981年，各佛教組織大會在河內舘使寺舉行。一個名爲越南佛教協會的新組織誕生了，協會由九個組織合併而來：
- 越南統一佛教會
- 越南佛教聯合會
- 越南古傳佛教教會（Giáo hội Phật giáo Cổ truyền Việt Nam）
- 越南原始僧伽教會（Giáo hội Tăng già Nguyên thủy Việt Nam）
- 胡志明市愛國佛教聯絡委員會（Ban liên lạc Phật giáo Yêu nước Thành phố Hồ Chí Minh）
- 天台教觀總教會（Giáo hội Thiên thai giáo Quán Tông）
- 越南乞士僧伽教會（Giáo hội Tăng già Khất sĩ Việt Nam）
- 西南部愛國僧侶團結會（Hội đoàn kết Sư sãi Yêu nước Tây Nam Bộ）
- 南越佛學會（Hội Phật học Nam Việt.）

大會通過了《越南佛教協會憲章》，同時推尊和推選了第一屆證明委員會和理事會（1981－1986年）的領導。

## 領導者
證明理事會法主是越南佛教協會在戒律和教法方面的最高代表，通常簡稱爲德法主（Đức Pháp chủ），自協會成立以來，共有過三位法主：
- 首任法主：釋德潤（Thích Đức Nhuận）大老和尚，1981年－1993年[11]
- 第二任法主：釋心寂（Thích Tâm Tịch）大老和尚，1997年－2005年[12]
- 第三任法主：釋普慧（Thích Phổ Tuệ）大老和尚，2007年－2021年[13]

現任代理法主爲釋智廣大老和尚，自2021年12月31日起任職。